# Eduardo Del Piano
 Eduardo Del Piano ( Buenos Aires Argentina, 14 de mayo de 1914 – ídem 21 de diciembre de 1987 ) fue un bandoneonista, arreglista, compositor y director de orquesta dedicado al género del tango que trabajó en varias orquestas de primera línea hasta finalmente organizar y dirigir su propio conjunto.

## Historia personal
Sus padres fueron inmigrantes italianos que llegaron al país a fines de 1910 y se radicaron en el barrio de Barracas. Fue el segundo de 8 hermanos y desde chico estuvo cercano a la música pues  su padre sabía ejecutar la guitarra, el violín y la mandolina y participaba de un conjunto vocacional que, además de tocar por placer tenían algunos ingresos cuando eran requeridos para hacerlo en alguna reunión.

## Actividad profesional
Eduardo del Piano pensó llegar a ser futbolista de primera división en Boca Juniors pero solo llegó hasta la tercera, como defensa o volante, y después se dedicó solo al bandoneón y al tango.
Después de pasar  en 1929 por el conjunto Silvestri-Pugliesi, integrado por jóvenes del barrio, participóen el conjunto Del Piano-Paradiso, donde  Eugenio Jódice era el segundo bandoneón y Luis Estrada el tercero. Cuando debutaron en 1930 en el salón Liguria, de la calle Azara 645 estaba presente Roberto Firpo, quien le propuso que actuara en el Palace Teatro, como era habitual en los entreactos de las películas mudas.
Al año siguiente José De Caro lo invitó a participar en su orquesta y aceptó pero sin dejar a Firpo, por lo que alterna con ambos. En 1932 se incorporó a la orquesta de Osvaldo Fresedo, permaneciendo hasta fines de 1933. Ese año su imagen apareció en las dos primeras películas sonoras del cine argentino, Los tres berretines y ¡Tango!, donde es el último de la fila de bandoneones de la orquesta, bien arriba, a la derecha de la pantalla.
Entre 1934 y 1935 integró la orquesta de Augusto Berto en la que ocasionalmente cantaba Ángel Vargas, con quien Del Piano traba una perdurable amistad. También trabajó con las orquestas de Eugenio Nobile, que más adelante se pasó al género del jazz y con la de Federico Scorticati que se había formado para acompañar a la cancionista Dorita Davis. Con el conjunto de Berto acompañó las actuaciones en radio de Juanita Larrauri.
A fin de 1935 comenzó un ciclo de casi dos años en la orquesta de Juan Canaro en la que, entre otros, revistaban Carlos Di Sarli al piano, Domingo Federico en bandoneón y Víctor Felice como primer violín. Con Canaro tienen presentaciones en el cabaré Tabarís con la actuación de Alfredo Gobbi como violinista y las  voces de Alberto Tagle, Fernando Díaz y las hermanas Desmond.
En 1937 se incorporó a la orquesta Los Mendocinos que dirigía Francisco Lauro primero, Juan Sánchez Gorio después y, finalmente, por el pianista Bernardo Blas, con Mario Landi como vocalista. En 1938 Los Mendocinos acompañan a las cancionistas Yola Yoli y Laurita Esquivel y a principios del año 1940, a Carmen Duval y María de la Fuente.
En 1938 actúa con la Orquesta Típica Víctor, en la que se reencuentra laboralmente con Ángel Vargas e interviene en  las tres únicas grabaciones del mismo con este conjunto, que fueron Adiós Buenos Aires, Sin rumbo fijo e Incertidumbre. Del Piano intervino además en la grabación del tango Alma, de Federico Scorticati y Juan Sarcione, cantado por Alberto Gómez.Tres son las orquestas con las que trabaja en 1939: la de Federico Scorticatti, con su cantor Mario Pomar, la de Roberto Firpo, por segunda vez y la de Juan Canaro, con los vocalistas Andrés Falgás y Alberto Del Valle, por tercera vez.
En 1940 lo contrató el violinista y director Roberto Zerrillo y actúan largo tiempo en Montevideo. El pianista era César Zagnoli que había reemplazado al retirado Juan Carlos Howard y cantaba Jorge Cardoso, luego radicado en España, donde falleció. A fin de ese año ingresó a la orquesta de Joaquín do Reyes en la que cantaba Eduardo Morel. En 1943 Miguel Caló lo contrató como primer bandoneón y Armando Pontier es el segundo, pero permanece por poco tiempo y ese mismo año pasa a la formación de Ángel D'Agostino, tras el retiro de esa orquesta de Alfredo Attadia que se había ido con Ángel Vargas y la mayoría de los músicos para formar su propio conjunto. A los dos meses Vargas regresó con D’Agostino y es el momento en que Del Piano, que además de primer bandoneón colaboraba como arreglista - reemplazando a dos puntales como Attadía y Spitalnik-, orquestador y compositor comienza a ser valorado y reconocido, especialmente  cuando Vargas incorporó Esta noche en Buenos Aires a su repertorio. Este tango lo venía cantando Julio Martel en una excelente versión con la orquesta de  Alfredo de Angelis pero no lo podían grabar porque Francisco Canaro era quien tenía la autorización para que la cantara Eduardo Adrián y en esa época no se permitía que el tema grabado por un sello lo hiciera también en la discográfica competidora. Finalmente, Canaro no lo registró y en cambio lo hicieron Ángel Vargas con D’Agostino y Antonio Rodio con Alberto Serna.
Estuvo allí hasta 1947 y la orquesta la integraban, en bandoneones; Del Piano, Alberto García (luego Jacinto Nieves), Salvador Cascone y Domingo Mattio (también entraría Mariano Rodas). Violines: Víctor Felice, Alberto Del Bagno, Alberto del Mónaco y Mario Perini. Contrabajo Romeo Molo y piano D'Agostino.
Después de hacer el 10 de septiembre de 1946 la última grabación con D'Agostino, Vargas se va contratado por 5 meses para cantar por Radio Aconcagua  de la ciudad de Mendoza. Cuando regresa a Buenos Aires le pide a Del Piano que dirija un conjunto que lo acompañe y en junio de 1947 se produce el debut durante el cual al locutor Raúl Astor se le ocurre presentar al cantor como «el Ruiseñor de las calles porteñas», título que perduró desde entonces. Hasta 1950 en que se separaron profesionalmente aunque siguieron su amistad hasta el fallecimiento del cantor en 1959,  grabaron veinte canciones, entre las que destacan Milonga para Gardel, ¿Se lustra, señor?, Bandoneón arrabalero, La mariposa, El motivo, Que se vayan, Mi vieja viola y Ventanita de arrabal.
Del Piano necesitaba tener una orquesta a su nombre en la que pudiera practicar libremente sus arreglos, sus orquestaciones, su estilo. Eligió como cantores a Mario Bustos que venía de actuar con Carlos Demaría y Héctor De Rosas. Debutaron en el Tango Bar de la avenida Corrientes, más tarde pasaron a la confitería Adlón, en un primer piso de la calle Florida, ya con tres vocalistas al agregarse Rubén Grillo. Cuando Bustos y De Rosas buscaron nuevos rumbos llegó Adolfo Rivas, luego reemplazado por Roberto Bayot.
Hacia 1958 modifica su actividad, se dedica junto con su esposa a atender una perfumería que tenían en la avenida Galicia en la ciudad de Avellaneda pero sin abandonar por completo la música pues en varias ocasiones formaba pequeños conjuntos para actuaciones circunstanciales o para acompañar en sus grabaciones a algunos cantores, tales los casos, entre otros, de Carlos Danel, Néstor Novoa, Osvaldo Ribó y Néstor Soler.
Eduardo del Piano falleció en forma sorpresiva en su domicilio el 21 de diciembre de 1987.

## Compositor y arreglista
Entre sus composiciones se recuerda Esta noche en Buenos Aires, que compuso con letra de Avlis (seudónimo del letrista Erasmo Silva Cabrera, 9 de enero de 1913 - 31 de julio de 1987), que Ángel Vargas estrenó en 1944 y sobre el cual Pinsón recoge este comentario: «A tantos años de su estreno, seguirá hablando de un almanaque alegre con signos de colores y de un carnaval sonriente que no dejará de serlo mientras perdure su evocación.» 
Muchos de los arreglos y orquestaciones que hizo Del Piano con D'Agostino son recordables,como por ejemplo A pan y agua, De pura cepa, De corte criollo, El cornetín del tranvía, que empieza con un solo de su bandoneón. Con este director Del Piano trabajó con comodidad sus solos, sus variaciones que luego se lucían en la voz de Vargas, porque D’Agodtino le pedía un contracanto que tenía una gran aceptación en el público.

## Actividad gremial
Del Piano fue presidente de la Asociación Bandoneonística Argentina (A.B.A.), de la cual Piazzolla era su presidente honorario.